# Повені в Техасі (2025)
Повінь у Техасі 2025 року — стихійне лихо, що вразило пагорбовий регіон Техасу з 4 по 7 липня 2025 року. Причиною повені стала мезомасштабна конвективна система, підживлена залишками тропічного шторму «Баррі». Проливні дощі спричинили розлив річки Гуадалупе, рівень води в якій у ніч з 3 на 4 липня піднявся майже на 8 метрів за 45 хвилин. Затоплення, що згодом охопило й інші річки, призвело до загибелі понад 129 людей та зникнення 160 осіб. Постраждали не лише населені пункти, але й кілька літніх таборів, розташованих уздовж річки.

## Контекст
Техаський пагорбовий край відомий як одна з зон Сполучених Штатів з найвищим ризиком раптових повеней, настільки, що його також називають «Flash Flood Alley» (Алея раптових повеней). Це спричинено поєднанням крутих пагорбів та сухої глинистої землі, де вода швидко стікає, прямуючи до річок. Річка Гуадалупе та навколишні річки виходили з берегів багато разів протягом десятиліть, часто з летальними наслідками. Наприклад, повінь у липні 1987 року забрала життя 10 людей, повінь у жовтні 1998 року — 31 жертва, повінь у травні 2015 року на сусідній річці Бланко — 13 загиблих, а повінь у червні 2025 року в сусідньому Сан-Антоніо — 13.
Згідно зі звітом міжурядової групи експертів зі зміни клімату, існує «висока впевненість», що екстремальні опади в Центральній та Північно-Східній Америці, пов'язані з умовами Ель-Ніньйо, стають все частішими через зміну клімату.

## Хронологія подій
3 липня о 13:18 CDT офіс Національної метеорологічної служби в Сан-Антоніо видав попередження про повінь для округу Керр та прилеглих районів, оголосивши про інтенсивні опади від 25 до 76 мм з можливими піками до 130-180 мм. Попередження було підтверджено о 18:10 CDT Центром прогнозування погоди, який підтвердив наявність мезомасштабної конвективної системи, що спричиняла високий ризик повеней зі значними наслідками.
Сильний дощ розпочався вранці 4 липня, і за три години випало понад 170 мм опадів, що спричинило раптове підняття рівня річки Гуадалупе майже на 8 метрів. Незважаючи на підвищення рівня небезпеки Національною метеорологічною службою, чиновники округу Керр обмежилися надсиланням SMS-повідомлень, замість використання Інтегрованої системи публічного оповіщення та попередження для оголошення тривоги.
Затримка з попередженням, нічний час та швидкість розвитку події призвели до того, що більшість людей були заскочені паводком уві сні. Найбільша кількість жертв та зниклих безвісти сталася в літньому таборі для дівчат Camp Mystic в окрузі Гант, де бунгало, розташовані на березі річки, були знесені потоком, що призвело до загибелі 27 людей та зникнення ще шести. Зона, де знаходилися бунгало, була визначена FEMA як зона ризику затоплення ще у 2011 році, але після апеляції від табору жодних заходів для їх убезпечення не було вжито.
Рятувальні операції, що розпочалися вранці 4 липня, коли повінь ще тривала, спочатку зосередилися в окрузі Керр і залучили понад 1700 рятувальників, як професіоналів, так і волонтерів, за підтримки дронів та 12 гелікоптерів, у тому числі від Національної гвардії та човнів Берегової охорони.
5 липня дощ спричинив другу надзвичайну ситуацію в районі озера Тревіс на північ від Остіна, що призвело до щонайменше 3 загиблих та 10 зниклих безвісти, а згодом — третю в окрузі Комал.
У суботу, 6 липня, надзвичайна ситуація перемістилася до округу Бернет, поблизу Остіна, де через дощі вийшла з берегів річка східна Колорадо, спричинивши 2 смерті та 6 зниклих безвісти. Загалом у повенях загинуло понад 129 людей.